# Mucilage
Les mucilages sont des substances végétales, constituées d'un composé gélatineux formé de polysaccharides, qui gonflent au contact de l'eau en prenant une consistance visqueuse, parfois collante, semblable à la gélatine, d'où leur surnom de morve de mer. Le terme désigne également une préparation élaborée à partir de mucilage ou un liquide visqueux obtenu par dissolution d'une gomme végétale dans l'eau.
De nombreuses substances d'origine végétale, animale, fongique ou bactérienne (cyanobactéries, dont nostocs par exemple) présentant des caractéristiques proches sont dites mucilagineuses. C'est le cas des mucus produits par de nombreuses espèces animales, qui se distinguent toutefois des mucilages d'origine végétale par leur composition (glycoprotéines).
Les huiles végétales  brutes contiennent des impuretés, parmi lesquelles des substances mucilagineuses. Chimiquement, ce sont des phosphoglycérides. Lors du raffinage, ils sont extraits au cours du processus de démucilagination (dégommage) : les phospholipides, amphiphiles, sont floculés par addition d'eau chaude acidulée (formation de micelles), puis les produits d'hydratation sont séparés par centrifugation.
Des mucilages protègent aussi les racines et méristèmes de certaines espèces végétales contre certains métaux toxiques.  
Ils semblent souvent impliqués dans la protection contre l'érosion et l'abrasion (en tant que lubrifiant naturel), mais aussi contre les infections ou des agressions externes, par les ultraviolets solaires notamment. Les mucilages externes de certains animaux pourraient aussi avoir été un moyen de plus de se protéger de leurs prédateurs (ils sont plus difficiles à saisir, à blesser ou tuer, et peuvent s'enfuir plus facilement).

Tout en facilitant la natation, le mucilage de la civelle facilite son adhérence à un support exondé. Celui de la limace et de l'escargot facilite à la fois leur adhésion au substrat et leur déplacement. Lors de leurs migrations, les civelles, en adhérant au substrat, peuvent remonter les parois verticales de barrages naturels ou artificiels (sur plus d'un mètre de hauteur).

Beaucoup de graines ou pépins sont enveloppés d'un mucilage (ex. : pectine), ou en produisent quand ils sont dans l'eau ou dans un tube digestif.

## Plantes carnivores

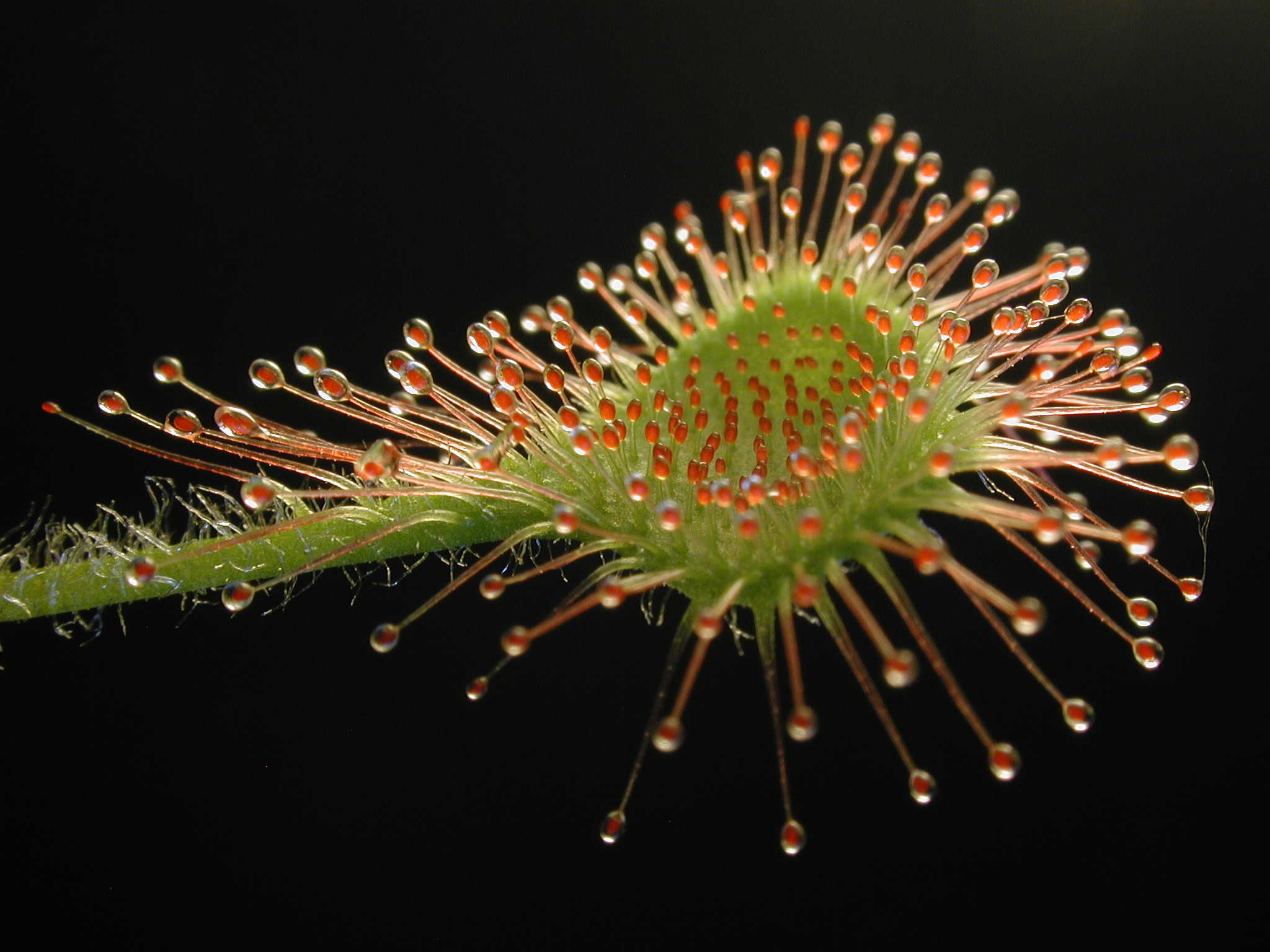
Feuille de Drosera rotundifolia montrant les gouttelettes collantes de mucilage.

Certaines plantes carnivores ou protocarnivores piègent les insectes à l'aide d'un mucilage adhésif. Le mucilage est produit par des poils ou trichomes glandulaires, une gouttelette collante se forme à leur extrémité. On peut citer les droséras et les grassettes ou encore les genres Drosophyllum, Byblis, Roridula, Triphyophyllum...

## Dans les racines
Les racines primaires de la plupart des plantes sécrètent des mucilages. Ce sont des polysaccharides de nature pectique (acide polygalacturonique) produits par les cellules périphériques (coiffe, rhizoderme et poils racinaires). Ces mucilages sont rapidement métabolisés par les microorganismes de la rhizosphère, qui sécrètent à leur tour d'autres polysaccharides : le processus conduit à la formation du mucigel, une gaine mucilagineuse d'origine mixte (végétale et microbienne) enrobant les jeunes racines.
Les racines de la guimauve sont particulièrement riches en mucilage.

## Masses mucilagineuses marines

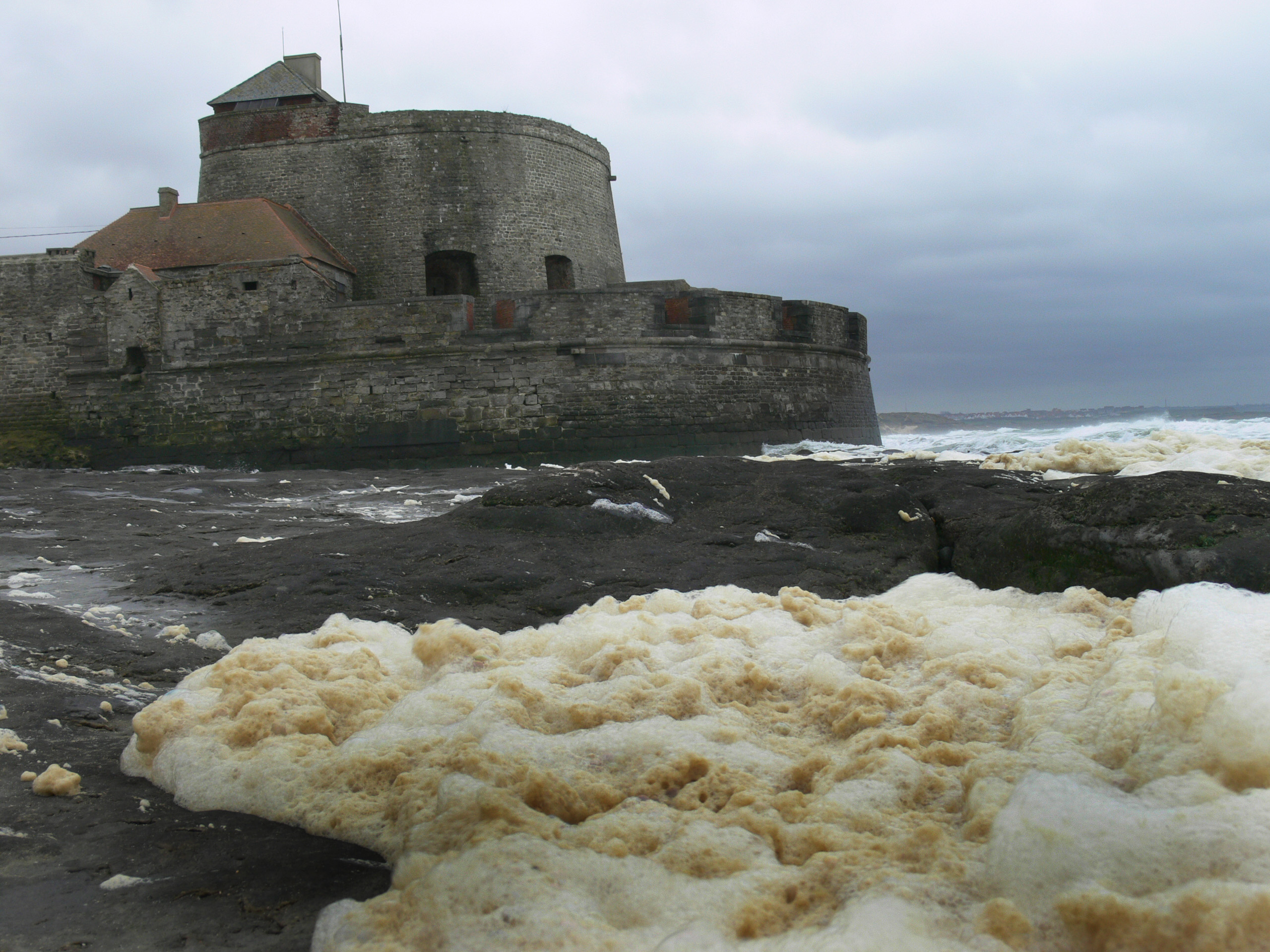
Mousse mucilagineuse formée par un bloom algal de Phaeocystis, Manche/Mer du Nord

On observe localement et périodiquement, au moins depuis le début du XXe siècle dans certaines eaux (ex. : Nord de la mer Adriatique) l'apparition de grandes masses gélatineuses, mucilagineuses. On a d'abord pensé qu'il s'agissait de polysaccharides abondamment exsudés par des algues manquant de phosphore. D'après une thèse plus récente (1999), ce « gel marin » serait plutôt produit par des bactéries interagissant avec de la matière organique dissoute. Ce gel serait entretenu par des enzymes bactériennes et d'autres processus bactériens. Les bactéries entretiennent ainsi un haut niveau de production primaire malgré des taux extrêmement bas de phosphore biodisponible dans l'eau.
En mer du Nord et dans la Manche, un phénomène d'une autre nature provoque, chaque printemps, la formation de mousses mucilagineuses. Des efflorescences (blooms) très importantes d'algues planctoniques du genre Phaeocystis se traduisent par l'apparition de colonies flottantes formant d'épais mucilages. Brassés et poussés par les vents, ces mucilages finissent parfois par former une mousse dense qui s'accumule à la surface des eaux côtières et sur les rivages. La prolifération de Phaeocystis est liée à l'eutrophisation des eaux côtières ; les observations montrent une corrélation entre l'importance des blooms et les modifications de l'activité humaine au cours des 100 dernières années (agriculture, gestion des effluents) ayant conduit à l'augmentation des apports en nitrates. En Manche orientale, les fortes pullulations printanières sont susceptibles de gêner localement les activités économiques (pêche, conchyliculture) et de dégrader l'écosystème.

## Utilisations

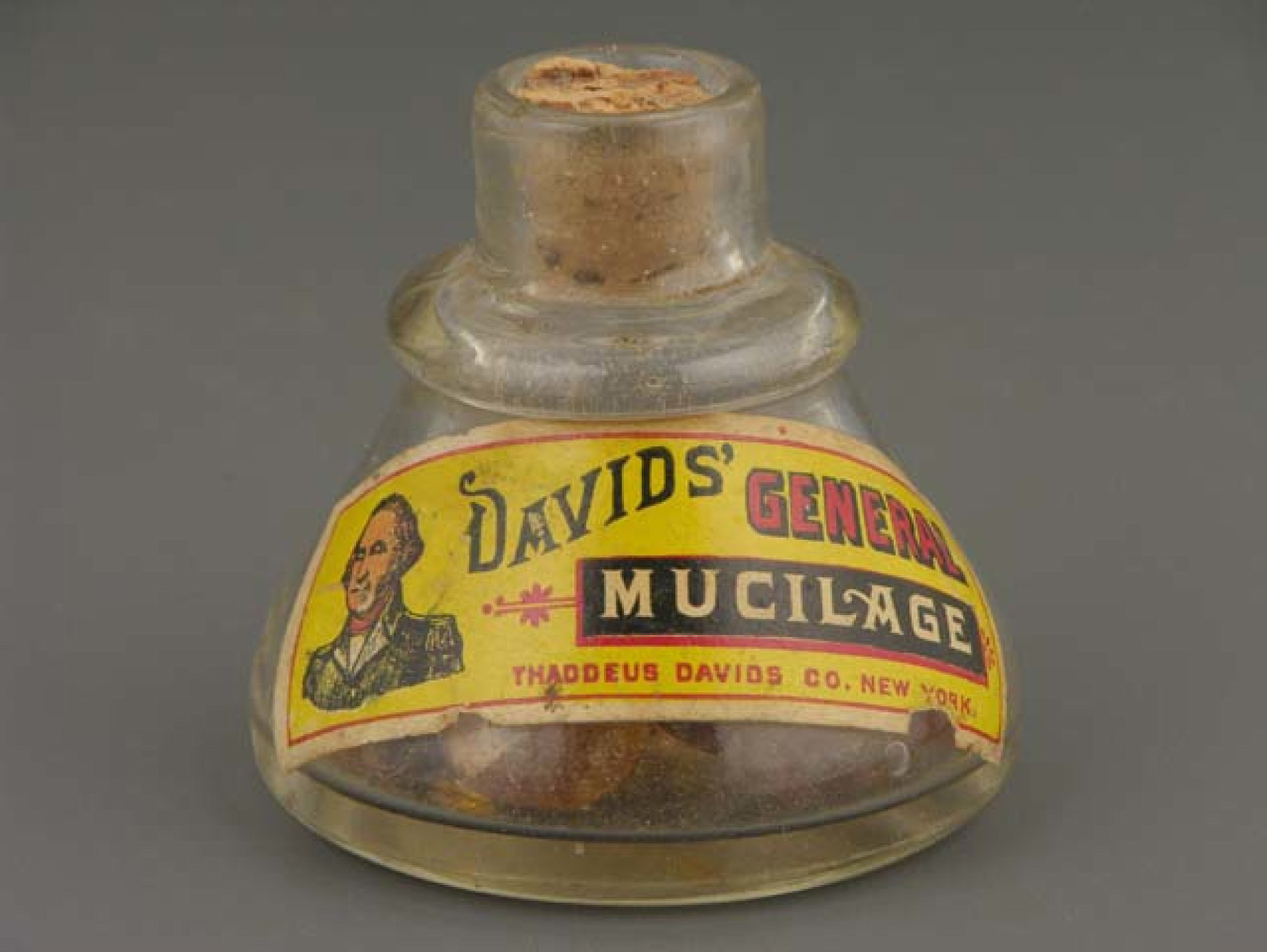
Bouteille de « Mucilage général » de marque Davids, première moitié du XXe siècle.

Des mucilages végétaux sont utilisés, traditionnellement ou industriellement pour leurs propriétés épaississantes, adhésives ou adoucissantes. 
- Avant l'utilisation de la gélatine et de diverses autres substances, les racines de la guimauve, une plante des zones humides, étaient utilisées pour créer une pâte : la pâte de guimauve. Ses propriétés en font un laxatif : les graines de lin et de plantain (psyllium) sont également laxatives, et toujours utilisées à cette fin.
- Le mucilage de graine de lin (ébullition pendant 20 min d'une cuillère à soupe de graines par litre d'eau) fut longtemps un lubrifiant très apprécié en obstétrique vétérinaire des grands animaux.
- La fabrication traditionnelle du papier chinois[7] et du papier japonais[8] inclut l'ajout d'un mucilage végétal dans la pâte à papier pour « gaîner les fibres afin de leur imposer une flottaison égale, qui se traduira par l'entrelacement régulier de la matière[9] » (épair). Il en va de même pour le papier coréen.
- Les mucilages végétaux sont également utilisés comme base principale dans des produits de coiffure défrisants.

Autrefois, les coiffeurs fabriquaient eux-mêmes leur bandoline à partir de pépins de coing macérés pendant trois jours à raison de 50 g par litre d'eau pure.